# Heaven Upside Down
Heaven Upside Down is het tiende studioalbum van de Amerikaanse band Marilyn Manson. 

## Tracklisting
Standaardversie
| Track | Titel                            | Duur |
| ----- | -------------------------------- | ---- |
| 1     | "Revelation #12"                 | 4:42 |
| 2     | "Tattooed in Reverse"            | 4:24 |
| 3     | "We Know Where You Fucking Live" | 4:32 |
| 4     | "Say10"                          | 4:18 |
| 5     | "Kill4Me"                        | 3:59 |
| 6     | "Saturnalia"                     | 7:59 |
| 7     | "Je$u$ Cri$i$"                   | 3:59 |
| 8     | "Blood Honey"                    | 4:10 |
| 9     | "Heaven Upside Down"             | 4:49 |
| 10    | "Threats of Romance"             | 4:37 |

Japanse versie
| Track | Titel                            | Duur |
| ----- | -------------------------------- | ---- |
| 11    | "Kill4Me (Mystery Skulls remix)" | 3:39 |

## Heaven Upside Down Tour
De concertreeksen die bij dit album horen zijn verspreid over 2017 en 2018. Marilyn Manson begon de Heaven Upside Down Tour op 20 juli 2017 en zal zijn tour afsluiten op het Voodoo Festival in oktober 2018. Tussendoor zal Marilyn Manson ook nog samen met Rob Zombie touren door Noord-Amerika.
De  Heaven Upside Down Tour bestaat uit 83 concerten, waarvan 3 in Nederland (5 augustus 2017, Utrecht & 28 november 2017, Eindhoven & 30 mei 2018, Haarlem). De concertreeks is bizar te noemen. Manson raakt geblesseerd tijdens een show en moet zijn tour tijdig staken. In november 2017 keert hij terug en treedt hij maandenlang op vanuit een rolstoel.
Wat ook tijdens deze tour gebeurde is het ontslag van langdurige vriend en bassist Twiggy Ramirez. Hij wordt beschuldigd van seksuele mishandeling in het verleden en hierop besluit Manson hem te ontslaan. Juan Alderete vervangt hem tijdens de tour.